# Lijst van platenlabels B
Dit is een lijst van platenlabels met als beginletter een B.
- Babel Label
- Baby Records
- Baby Toys Records
- Babygrande Records
- Back Beat Records
- Back ta Basics
- Backporch Revolution
- Bad Boy Records
- Bad Sekta
- Bad Taste
- Bad Taste Records
- Badger Records
- Badmusic
- Badorb.com
- Bald Freak Music
- Ballbearings Pinatas
- Bally Records
- Bang Records
- Bangor Records
- Banner Records
- Bar/None Records
- Baratos Afins
- Disques Barclay
- Barely Breaking Even
- Barking Pumpkin Records
- Barrelhouse Records
- Barsuk Records
- Basement Records
- Basic Beat Recordings
- Basic Replay
- Bassic Records
- Bassivity Music
- Baton Records
- Battleaxe Records
- Bay Area Thrash Records
- Bayou Records
- BBC Radio Collection
- BC Recordings
- Bear Family Records
- Bearsville Records
- Beat Club Records
- Beathut
- BeatPick
- The Beats
- Beatservice Records
- Beautiful Bomb Records
- BEC Recordings
- Bedazzled Records
- Bedrock Records
- The Bedtime Record
- Beekeeper Records
- Beggars Banquet Records
- Beka Records
- Bell Records (1920s) - United States
- Bell Records (1940) - United States
- Bell Records (1950) - United States
- Bell Records (UK) - United Kingdom
- Bella Union
- Bellmark Records
- Below Par Records
- Below Records
- Beltona Records
- Belvedere Records
- Benbecula Records
- Benson Records
- Bent Penny Records
- Berliner Gramophone
- Beserkley Records
- Beta Recordings
- Bet-Car Records
- Bethlehem Records
- Better Looking Records
- Beverley's
- Beyond Logic Records
- BGO Records
- Bibletone Records
- Bicycle Records
- Biddulph Recordings
- Bieler Bros. Records
- Big Beat Records (Ace subsidiary)
- Big Beat Records (Atlantic subsidiary)
- Big Brother Recordings

- Big Cat Records
- Big Chile Entertainment
- Big Dada
- Big Hit Music
- Big Life
- Big Machine Records
- Big Muddy Records
- Big Neck Records
- Big Records
- Big Stick Music
- Big Top Records
- Big Tree Records
- Big Up Entertainment
- Big Vin Records
- Big Wheel Recreation
- Bigtyme Recordz
- Biltmore Records
- Binge Records
- Biograph Records
- Birdman Records
- BIS Records
- Biscoito Fino
- Bitchface
- Biv 10 Records
- Bizarre Records
- Black & White Records
- Black Box Music
- Black Hen Music
- Black Hole Recordings
- Black Jays
- Black Lotus Records
- Black Mark Productions
- Black Market Activities
- Black Patti Records
- Black Saint/Soul Note
- Black Sun Empire Recordings
- Black Swan Records
- Black Top Records
- The Black Wall Street Records
- Black Wizard Entertainment
- Blackball Records
- Blackground Records
- Blacklight Audio
- Blackout Records
- Blacksmith Records
- Blanco y Negro Records
- Blast First
- Blaze Records
- Blend Corp.
- Block Entertainment
- Blocks Recording Club
- Blonde Vinyl
- Blood and Fire
- Bloodline Records
- Bloodshot Records
- Bloodwork Records
- Bloody Fist Records
- Blue Amberol Records
- Blue Beat Records
- Blue Cat Records
- Blue Dog Records
- Blue Goose Records
- Blue Horizon
- Blue Jack Jazz Records
- Blue Jordan Records
- Blue Leaf Music
- Blue Note Records
- Blue Rock Records
- Blue Room Released
- Blue Thumb Records
- Bluebird Records
- Blues Beacon Records
- Blues Matters! Records
- BlueSanct Records
- Bluestar Entertainment
- Bluesville Records
- Bluesway Records
- Bluurg Records
- BME Recordings
- BMG Heritage Records
- BMG Music Canada
- BMG
- BNA Records
- Boardwalk Records
- Bobbejaan Records
- Bob City Records
- Bodensatz
- Body Head Entertainment

- Bolero Records
- Boltfish Recordings
- Bomp! Records
- Bone Voyage Recording Company
- Boner Records
- Bong Load Custom Records
- Boni Records
- Bonnier Amigo Music Group
- Bonnier Gazell Music
- Bonzai Records
- BooM! Records
- Boompa Records
- Boomtown Records
- Bop Cassettes
- Borae' Records
- Border Community
- Borderline Records
- B.O.S.S.
- Boss Hogg Outlawz
- Boss Tuneage
- Boss Up Entertainment
- Box O' Beanies Music
- Boxed
- Box-O-Plenty Records
- Boy Better Know
- BPitch Control
- Brainiak Records
- Brainkiller Recordings
- Brainlove Records
- Brainstorm Artists International
- Brainwashed
- Brand New Entertainment
- Brass Tacks Records
- Brassland Records
- Breakbeat Kaos
- Breastfed Recordings
- Breezeway Records
- Bridge 9 Records
- Bridge End Records
- Bridge Records, Inc.
- Brigadoon Vocal
- Brille Records
- Broadcast Twelve Records
- Broadmoor Records
- Broadway Records
- Broken Complex Records
- Broken Records
- Broken Spoke Records
- Bronze Records
- Bros Records
- Brother Records
- Brown Note Rechords
- Bruc Records
- Brunswick Records
- Brushfire Records
- Brute/Beaute Records
- BSD Records
- Buddah Records
- Buddyhead Records
- Buddyhead
- Buena Vista Music Group
- Bug Klinik Records
- Bugs Crawling Out of People
- Bulb Records
- Bullet Records
- BulletProof Music
- Bullseye Records of Canada
- Bumstead Records
- B-Unique Records
- Bungalo Records
- Bunker Records
- Bunny Huang Records
- Bunx
- Bureau B
- Burgundy Records
- Burning Heart Records
- Burning Shed
- Burnt Ramen
- Burnt Toast Vinyl
- Business Deal Records
- Butter Beat Records
- Butterfly Recordings
- BVHaast
- BYG Actuel
- BYO Records
- BZRK Records